# Da'el
Da'el (tiếng Ả Rập: داعل, cũng đánh vần Da'il) là một thị trấn ở miền nam Syria nằm trên con đường cũ giữa Daraa và Damascus, nằm cách Daraa khoảng 14 km về phía bắc. Về mặt hành chính, nó thuộc về quận Daraa của Tỉnh Daraa và là trung tâm của Da'el nahiyah ("tiểu khu"), cũng bao gồm một thị trấn khác, Abtaa, ở phía bắc. Các địa phương lân cận khác bao gồm Tafas ở phía tây, Ataman ở phía nam, Khirbet al-Ghazaleh ở phía đông, Nimer và Qarfa ở phía đông bắc, al-Shaykh Maskin ở phía bắc và al-Shaykh Saad ở phía tây bắc.
Theo điều tra dân số năm 2004 của Cục Thống kê Trung ương (CBS), dân số của thị trấn Da'el là 29.408, trong khi tiểu khu Da'el là 43.691. Cư dân của nó chủ yếu là người Hồi giáo. Người dân chủ yếu tham gia vào nông nghiệp ngũ cốc (lúa mì, đậu, ô liu, nho, v.v.) và nhân lực chuyên môn ở một số quốc gia vùng Vịnh Ba Tư (UAE, KSA, Kuwait và Qatar).
Thành phố gần đây đã được hiện đại hóa với một làn sóng dịch vụ mới như internet tốc độ cao, phủ sóng điện thoại di động đầy đủ, điện thoại cố định mới với sự bùng nổ trong lĩnh vực xây dựng. Nhân viên chính phủ không vượt quá 5% dân số của thị trấn trong khi phần còn lại vận hành các doanh nghiệp của riêng họ.

## Lịch sử
Năm 1596, Da'el xuất hiện trong sổ đăng ký thuế của Ottoman với tên Da'il và là một phần của nahiya của Bani Malik al-Asraf ở Qada của Hauran. Nó có một dân số hoàn toàn Hồi giáo bao gồm 42 hộ gia đình và 20 cử nhân. Thuế đã được trả cho lúa mì, lúa mạch, cây trồng mùa hè, dê và/hoặc tổ ong và một nhà máy nước.
Năm 1838, Da'el được phân loại là một ngôi làng Hồi giáo, nằm ở phía nam Al-Shaykh Maskin. Vào cuối thế kỷ 19, ngôi làng có 300 cư dân và 65 ngôi nhà. Trong suốt thời kỳ Ottoman sau này và cho đến khi thống trị Đảng Ba'ath trong những năm 1960, gia tộc al-Hariri, có trụ sở chính ở Da'el, là gia tộc quyền lực nhất ở vùng Hauran ở miền nam Syria khoảng 18 làng. Gia đình al-Hariri cũng đã từng là khách hàng quen trưởng của Rifa'i thứ tự của Sufi thần bí trong Hauran. Rifa'i là đơn đặt hàng Sufi nổi bật nhất trong khu vực.
Trong thời Pháp chiếm đóng (1918-1946), họ đã tham gia vào một cuộc cạnh tranh với gia tộc Zu'bi có trụ sở tại Khirbet al-Ghazaleh gần đó và kiểm soát 16 ngôi làng. Al-Hariri chủ yếu phù hợp với phong trào dân tộc, trong khi lãnh đạo Zu'bi được xác định với các cơ quan bắt buộc của Pháp. 

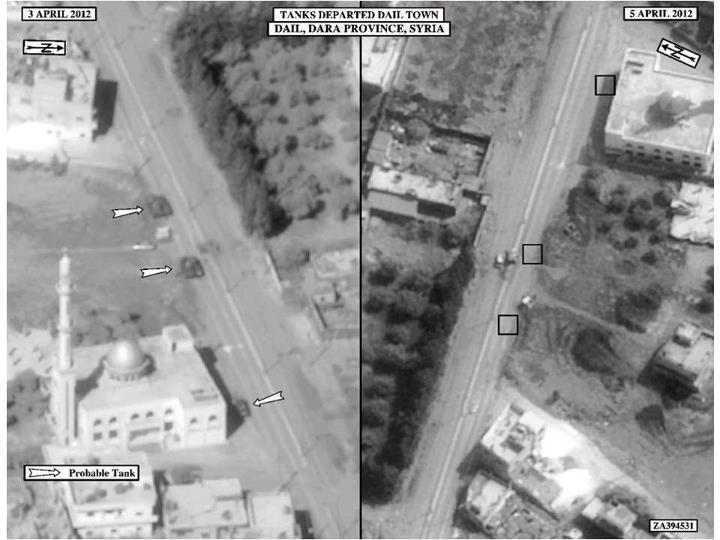
Tháng 4 năm 2012; hình ảnh vệ tinh cho thấy xe tăng Syria rời Da'el

Trong khi al-Hariri được hưởng lợi một cách tự nhiên từ sự độc lập của Syria và cũng nhận được sự ủng hộ từ Ả Rập Xê Út, Zu'bi đã xoay xở để có được nhiều ảnh hưởng hơn trong thời cai trị của Baathist, nhưng lại nhiều hơn ở cấp độ cá nhân và tầng thấp hơn là một đơn vị bộ lạc. Tuy nhiên, ảnh hưởng của cả các bộ lạc và các nhà lãnh đạo của họ đã giảm đi đáng kể trong thời kỳ Baathist.
Vào tháng 3 năm 2011, Da'el là một trong những thị trấn đầu tiên ở khu vực Daraa, nơi cư dân tham gia biểu tình chống lại chính quyền Bashar al-Assad, cuối cùng sẽ dẫn đến cuộc nội chiến Syria đang diễn ra. Vào ngày 29 tháng 3 năm 2013, thị trấn đã bị bắt giữ bởi phiến quân chống chính phủ. Da'el có vị trí chiến lược trên một trong hai đường cao tốc chính bắc-nam nối Damascus với Daraa. Phiến quân ban đầu tham gia vào các cuộc đụng độ với quân đội Syria kiểm soát các trạm kiểm soát bên ngoài thị trấn, khiến 12 binh sĩ chính phủ và 16 phiến quân, theo nhóm hoạt động của Đài quan sát Nhân quyền Syria (SOHR).